# (2460) Mitlincoln
(2460) Mitlincoln es un asteroide perteneciente al cinturón de asteroides, descubierto el 1 de octubre de 1980 por Laurence G. Taff y el también astrónomo David E. Beatty desde el Laboratorio Lincoln, Socorro, Nuevo México.

## Designación y nombre
Designado provisionalmente como 1980 TX4. Fue nombrado Mitlincoln en homenaje al Laboratorio Lincoln haciendo una composición con sus iniciales en inglés "MIT y el Lincoln Laboratory ".